# 낮과 밤 (1968년 영화)
"낮과 밤"은 1968년에 개봉한 대한민국의 영화이다.

## 캐스팅
- 신영균
- 남정임
- 허장강
- 권오상
- 윤일봉
- 유하나
- 휴안 인
- 챠아이 노
- 왕 샤